# TV2 (Magyarország)
A TV2 Magyarország egyik országosan sugárzó kereskedelmi televízióadója, tulajdonosa a TV2 Csoport. Magyarország két legjelentősebb tévécsatornájának egyike. 1997. október 4-én kezdte meg adását. A TV2 részben FTA-adó, azaz a magyarországi földi digitális műsorszóró platformon (One Földfelszíni TV) ingyenesen fogható, más platformokon azonban – akárcsak az RTL – 2016-ban fizetőssé vált. A kormánypárt propagandacsatornájává vált, a CEU médiaosztályának felmérése alapján a legmegbízhatatlanabb médiacsatorna.

## Története
Bővebben: A TV2 Csoport története
A TV2 1997. október 4-én kezdte meg adását, három nappal a konkurens RTL indulása előtt, így ez a csatorna volt Magyarország első országos kereskedelmi csatornája, melynek előkészítési fázisa jóval a frekvencia pályázat kiírása előtt megtörtént. 

### 1997–2002: A család televíziója
A csatorna a család televíziójaként aposztrofálta magát az első néhány évben. A frekvencia pályázat alapján közszolgálati műsorokkal színesítették a műsorrendet, ami menőben újat jelentett az akkori kereskedelmi adások között. Ilyen volt például a Napló című hírháttérműsor vagy az eredetileg a német köztévén futó Musikantenstadl-ra hasonlító Dáridó esztrádműsor is Lagzi Lajcsival. A 2000-es éveket a szórakoztató humorműsorai közül az Irigy Hónaljmirigy show, a címadó paródiacsapat tévés különkiadásai, valamint Sas József kabaréi dominálták.
A csatornára került két nézett vetélkedő is: a Szerencsekerék és a Mindent vagy semmit!, amelyeket az MTM, a csatorna magyar résztulajdonosa korábban a közszolgálati televíziónak gyártotta. Utóbbi műsor házigazdájának, Vágó Istvánnak RTL Klubhoz való távozása után átnevezték (Milliót vagy semmit!), majd mindkettőt megszüntették.

### 2002–2015: Második hely az RTL Klub mögött
Amíg a TV2 családi televízióként pozicionálta magát, addig a rivális RTL Klub a kereskedelmi televízióknak fontosabbnak tartott 18–49-es korosztályra építette fel nézői bázisát. Ennek eredménye az lett, hogy 2000-re a TV2 a magyar tévés piacon a fontosabbnak tartott korosztály közönségarányát tekintve a második helyre szorult. Ez részben köszönhető volt a rivális csatorna 1998-ban elindított Barátok közt című sorozatának, amely a következő két évtizedben tartósan dominálta a hétköznap esti főműsoridőt. (Emellett nagy nézettségű felvezetést is biztosított az utána kezdődő műsorainak.)
A TV2-nél számos változtatással próbálkoztak: a korábbi reggeli műsorukat lecserélték és 2004-ben Mokka címmel megújult formában tért vissza, amivel jelentős nézettségnövekedést értek el Liptai Claudiával (és kezdetben Havas Henrikkel) a reggeli műsorsávban. A nézett, de idősebb nézőközönséggel rendelkező Dáridó műsorukat megszüntették és elindították a Megasztár tehetségkutató műsort, amely a TV2 történetének egyik legsikeresebb műsora lett. 2005 januárjától – több mint hat év késéssel – a csatorna is elindította a saját napi szappanopera sorozatát Jóban Rosszban címmel. Az Áll az alku! vetélkedőt Gundel Takács Gábor műsorvezetésével kezdetben hetente, majd sikerre való tekintettel hétköznap délutánonként adták.
A csatornára sportközvetítések nem voltak jellemzőek, bár a rivális kereskedelmi csatornához hasonlóan magyar érdekeltségű bokszmérkőzéseket időnként műsorra tűztek. 2007-ben a TV2 egyik nagy dobásának szánták a Bajnokok Ligája futballjogok megszerzését, azonban a magyar klubcsapatok állandó jelenléte híján a csatorna – a nagyobb nemzetközi rangadókat kivéve – nem számíthatott jelentős nézettségre (pont emiatt a közvetítési jogokra Magyarországon csak a kábelcsatornák és az amúgy alacsony nézettségű Magyar Televízió szokott licitálni).
A 2000-es évek vége felé számos licenszműsor hazai változata sorozatos nézettségi kudarccal végződött (Okosabb vagy, mint egy ötödikes?, A nagy fogyás, Az igazság ára, A kiválasztott Uri Geller-rel), ahogyan a hétköznap délutáni Cápák vetélkedő is. A jelentős költségvetéssel készült XXL műsorukat az első adás után levették a képernyőről. Előtérbe kerültek az ismert embereket felvonultató vetélkedők, amelyek váltakozó sikerrel szerepeltek: Sztárok a jégen és A sztárok a fejükre estek csupán egy, viszont  a Hal a tortán illetve a Mr és Mrs több évadot is megélt. Kritikai sikert ért el az improvizációra épülő Beugró című műsoruk. Bár alacsonyabb nézettsége miatt egy évad után megszüntettek, de később az M1-en és nagyobb kábelcsatornákon (Comedy Central, Cool, Viasat3, RTL II) összesen 8 további évadot élt meg.
2010 után olyan celebes műsorok kerültek képernyőre, mint a hétköznaponként adott Ezek megőrültek! és az Édes élet (előbb a TV2-n majd a SuperTV2-n), hétvégenként A nagy duett és a Sztárban sztár. A civilekkel pedig A 40 milliós játszma, Bumm! és Az ének iskolája vetélkedők.
A csatorna 2012. október 12-én 20:30-kor a The Voice – Magyarország hangja c. tehetségkutatóval elkezdte nagy felbontású műsorsugárzását, de a kapacitás hiánya miatt ez a MinDig TV-n nem valósult meg. 2013. április 2-a óta – megújult főcímekkel és díszletekkel együtt – HD minőségben készül a Tények és az időjárás-jelentés is.

### 2015 óta
Az új televíziós vezetés egyik első nagyobb horderejű döntése volt, hogy a csatorna egy évtizede futó Jóban Rosszban szappanoperáját – amely általában az RTL Klub-os Barátok közt mögött végzett nézettségben – áttették a SuperTV2 kábelcsatornára. A döntés következtében a híradója utáni esti, saját gyártású szórakoztató és vetélkedőműsorok nézettségben jobban megközelítették a még mindig nézett Barátok közt szappanoperát és az Éjjel–nappal Budapest dokurealityt.
2015 után is folytatódott a nézettebb celebes műsoraik sora: Ázsia Expressz, Drágám, add az életed!, Pénzt vagy éveket!, Vigyázat, gyerekkel vagyok!, Dancing with the Stars és a Farm VIP, civilekkel pedig a Séfek Séfe valamint a fizikai ügyességi vetélkedős műsorok, mint a Ninja Warrior Hungary vagy az Exatlon Hungary, valamint a TV2-n tért vissza a világhírű vetélkedő, a Legyen Ön is Milliomos! először Gundel Takács Gábor, másodszor Palik László vezetésével.

## Saját gyártású műsorai
Mint bármely más, hasonló nagyságú televíziós piacon működő kereskedelmi csatorna esetében itthon is a megvásárolt külföldi formátumok adaptálása a jellemző.
A hétköznap reggeleket a reggeli műsorok, délutánt a külföldi telenovellák (kezdetben csak latin–amerikai, 2010-es évektől török is) a főműsoridőt a híradó, saját szappanopera (2016-ig) majd szórakoztató reality- vagy showműsorok jellemzik.

## Műsorvezetők

### Jelenlegi műsorvezetők
| Műsorvezető         | Műsorai |
| ------------------- | --- |
| Andor Éva           | Tények |
| Barta Sylvia        | Időjárás-jelentés, Pollenjelentés |
| Brockhauser Barbara | Időjárás-jelentés, Pollenjelentés |
| Czippán Anett       | Trendmánia (korábban: Mokka, Aktív, ÁllatoZOO, SuperCar, Ripost, Otthon neked) |
| Demcsák Zsuzsa      | (korábban: Mokka, Fort Boyard – Az erőd, Jó reggelt, Magyarország!, Farm VIP, Farm, ahol éltünk) |
| Erdélyi Mónika      | Mokkacino (korábban: Egészség Klinika, Tények) |
| Faragó Melinda      | SpaTrend-Wellness&Életmód (korábban: Fitt Reform, Fitt Life, Gym Time, Otthon neked, Grillezzünk!) |
| Gáll Csongor        | Az Álomotthon |
| Gáspár Zsolti       | (korábban: Város vs Vidék, Farm VIP, Farm, ahol éltünk) |
| Gönczi Gábor        | Tények, Tények Plusz, Tények gazdasági különkiadás |
| Győrfi Pál          | Életmódi (korábban: Életmódi Plusz) |
| Istenes László      | Mokka, Mokkacino (korábban: Ripost, a'la CAR, Szeretet.éhség.) |
| Iszak Eszter        | Mokka, Mokkacino (korábban: Zöld gömb – Vertikál Kupa) |
| Kadlecsek Krisztián | Poggyász (korábban: Aktív, Ripost, Bolttúra) |
| Kasza Tibor         | Szerencsekerék (korábban: Kasza!, Bumm!, Ezek megőrültek!, Ninja Warrior Hungary, Kapd el, ha tudsz!, Sztárok és párok, Pénzt vagy éveket!, A Kísértés, Az 1% Klub – Mennyire okos Magyarország?) |
| Kiss Ernő Zsolt     | Babamánia (korábban: Ej, mi a kő!, Új ház épül, Mesterszak(Ma), #Újraindulás) |
| Krasznai Dóra       | Mokka, Mokkacino |
| Lékai-Kiss Ramóna   | (korábban: Ninja Warrior Hungary, TV2-25!, Bachelor – A Nagy Ő, Dancing with the Stars, Szeretet.éhség., Password – A jelszó) (hamarosan: Lakásvadászok) |
| Liptai Claudia      | (korábban: Claudia show, Big Brother, Folytassa Claudia!, Liptai Claudia show, Mokka, Mr és Mrs, A sztárok a fejükre estek, Megasztár, Az 50 milliós játszma, Bumm!, Appra magyar!, Csak show és más semmi!, Séfek Séfe, Babavilág, TV2-25!, A Nagy Duett) |
| Marsi Anikó         | Tények, Tények Plusz |
| Nagy Sándor         | Supercar |
| Ördög Nóra          | (korábban: Rising Star, Az ének iskolája, A Kocka, Kismenők, Star Academy, Vigyázat, szülővel vagyok!, Mit tenne a gyereked?, Csak show és más semmi!, MasterChef VIP, MasterChef Junior, Catch – Úgyis utolérlek!, Újratervezés, Totem, Totem – A tűz körül, Neked énekelek, TV2-25!, Vigyázat, gyerekkel vagyok!, Big Shot, Next Top Model Hungary, Ázsia Expressz, Ázsia Expressz – Kibeszélő, Séfek Séfe, Megasztár, Hunyadi titkok Ördög Nórával)                                                                           |
| Palik László        | Legyen Ön is milliomos! (korábban: Exatlon Hungary, Fuss, család, fuss!) |
| Proksa Szandra      | Életmódi (korábban: Több mint testőr, Életmódi Plusz) |
| Reisz András        | Időjárás-jelentés, Pollenjelentés |
| Stohl András        | (korábban: A Bank, A Piramis, Újratervezés, Bachelor – A Nagy Ő, Neked énekelek, Párharc, Mutasd a hangod!, Dancing with the Stars, A Kiképzés, A 100 milliós játszma) |
| Szabó Zsófi         | Mokka, Mokkacino |
| Szentpéteri Eszter  | Tények |
| Szépréthy Roland    | (hamarosan: Megasztár) |
| Till Attila         | (korábban: Big Brother, Megatánc, Sztárok a jégen, Okosabb vagy, mint egy 5-es?, Sztárral szemben, Bennfentes, Mr és Mrs, ÖsszeEsküvők, Ezek megőrültek!, Kismenők, Annyit ésszel, mint erővel, Bumm!, A legbátrabb páros, Bezár a bazár!, Nicsak, ki vagyok?, Propaganda, Ninja Warrior Hungary, Road Movie Guide Tillával, Neked énekelek, Drágám, add az életed!, Város vs Vidék, TV2-25!, Ütős Ötös, Nekem a Balaton, Sztárban sztár leszek!, Sztárban sztár, Megasztár, A Nagy Duett, A 100 milliós játszma, Kincsvadászok) |
| Tóth Roland         | Brandépítők (korábban: ÉletTerek, Mesterszak(Ma)) |
| Tóth Zoltán         | SuperCar |
| Tuka Nikoletta      | Utazz Velünk |
| Váczi Gergő         | Tények, Mokka, Mokkacino (korábban: Aktív, Aktív extra, Favorit, Magellán, Borkultusz, Top Speed, Szeretet.éhség.) |
| Vámos Erika         | Több mint TestŐr |
| Varga Attila        | Tények |
| Vitányi Judit       | Tények, Tények Plusz |
| Zavaros Eszter      | Mokka, Mokkacino |

### Korábbi műsorvezetők
| Műsorvezető                    | Műsorai |
| ------------------------------ | --- |
| Abaházi Csaba                  | Nagy vagy!, Vándorviadal |
| Ábel Anita                     | Extrém Activity, Drágám, add az életed! |
| Albert Györgyi                 | Jó reggelt, Magyarország! |
| Ambrus Ádám                    | TechGuru, Mindent tudni akarok, A Pénz beszél |
| Angyal Zsolt                   | KutyaSuli |
| Árpa Attila                    | Mokka |
| Avar Vanda                     | Kvízió |
| Azurák Csaba                   | I/I Azurák Csabával, Tények, Napló, Mokka, Mutató |
| Bagi Iván                      | Banánhéj, Médiacápa |
| Bakó Mihály                    | Fald fel! |
| Bálint Márta                   | Hungarikumokkal a világ körül |
| Baracskay Angéla               | Love Bistro |
| Bárdos András                  | Tények, 20 év – beszélgetések Bárdos Andrással, Jó estét Magyarország! |
| Bartal Csaba                   | Aktív, Magellán |
| Bazsó Gábor                    | Totalcar |
| Benkő Nóra                     | Sajt kukac, Club 2, LazaC, Babavilág |
| Béres Anett                    | Hívj és nyerj |
| Bereznay Tamás                 | A konyha ördöge |
| Berki Krisztián                | Éden Hotel |
| Bernáth József                 | Love Bistro |
| Besenyei Boglárka              | SzÉpítők |
| Beszeda Gábor                  | Ripost, Szalonskicc |
| Beszédes Henrietta             | Anyasztori #gyerekkelvagyok |
| Bochkor Gábor                  | Boros Bochkor show, Csaó Darwin!, Buzera, Apák gyesen |
| Bombera Krisztina              | Jó estét, Magyarország!, Jó reggelt Magyarország!, Tények plusz |
| Boros Lajos                    | Boros Bochkor show |
| Brunner Márta                  | Mindent vagy Semmit! |
| Cooky                          | Ezek megőrültek! |
| Czeizel Endre                  | 9 hónap |
| Czető Roland                   | Konstruktíva – Az építő műsor, Az Építkezők |
| Csiby Gergely                  | Innovátor |
| Csiszár Jenő                   | Mokka, Activity, csiszár.hu, Club 2 |
| Csisztu Zsuzsa                 | sportműsorok |
| Csizmadia Gergely              | All you need is love |
| Csonka András                  | Kifutó, Drágám, add az életed! |
| Deme Fanni                     | Bitter magazin |
| Dobó Ágnes                     | Mokka, Mokkacino |
| Dobó Kata                      | StílusVadász |
| Dobronyi Kitti                 | Bitter magazin |
| Dorogi Gabriella               | Design műhely – Dorogi Gabriellával |
| Dr. Magyar Mátyás              | DR. Magyar |
| Dr. Phillips-Csernus Krisztina | Beauty Secrets – Dr. Phillips-Csernus Krisztinával |
| Dudás Ádám                     | Tények |
| Durst Attila                   | Kajavándor, Fald Fel, Fald Fel (#americanfoods), Fald Fel Extra, Zanzibár Veled |
| Földi Lin                      | Értékteremtők |
| Friderikusz Sándor             | Osztálytalálkozó, Fantasztikus Európa, Gyerekszáj, Az én mozim folytatódik, Friderikusz, szubjektív, Az ének iskolája, Sztárban sztár, Összezárva Friderikusszal                                                                    |
| Gaál Noémi                     | Időjárás |
| Gajdos Tamás                   | Szerencsekerék, Tények |
| Galambos Lajos                 | Dáridó, Aranyfal, Szuperbuli |
| Garami Gábor                   | Nagyító |
| Gere Orsolya                   | Otthontrend |
| Geszti Péter                   | Gesztiméter |
| Gianni Annoni                  | LazaC |
| Gombos Edina                   | Aktív, Hungarikumok, Egészség Klinika |
| Gömöri András Máté             | Edzőtárs |
| Görög Zita                     | Megasztár, A mi Családunk, Trendmánia |
| Gundel Takács Gábor            | Buzera, Sas Taps, Legyen Ön is Milliomos!, Áll az alku, Catch – Úgyis utolérlek! |
| Guttmann Tamás                 | StartupBörze |
| Gyárfás Dorka                  | Mokka |
| Gyetván Csaba                  | Szépítők |
| Hadas Krisztina                | Az igazi vészhelyzet, Gyermekkórház |
| Hajdú B. István                | Bajnokok ligája |
| Hajdú Péter                    | Showtime, Frizbi Hajdú Péterrel |
| Hajós András                   | Magánszám |
| Halász Gábor                   | LazaC |
| Harsányi Levente               | Dalnokok ligája |
| Havas Henrik                   | Mokka |
| Hermann Dóra                   | Időjárás |
| Horváth Balázs                 | Hungarikumokkal a világ körül |
| Horváth Boldi                  | Az álomotthon |
| Horváth Éva                    | PURA VIDA – Tiszta élet, Babavilág |
| Horváth Gréta                  | OtthonTrend |
| Horváth Viktória               | Bennfentes |
| Jaksity Kata                   | Jó reggelt, Magyarország! |
| Jakupcsek Gabriella            | Egymás szemében, Mokka, Multimilliomos, Most vagy soha, Jakupcsek show, Az igazság ára, Vitriol, Férfisztriptíz, TV2-25! |
| Joshi Bharat                   | Mokka, Joshi Bharat Show |
| Juhász Árpád                   | Időnyomozó |
| Juhász Toma                    | Kedvencek őrjárata |
| Kakuk Andrea                   | Kakuk! |
| Kálid Artúr                    | LazaC |
| Kálloy Molnár Péter            | LazaC |
| Kandász Andrea                 | #KandászMamik – Szülőszoba és minden, ami család, Kalandjárat, Kandász Travel, Olimpiász |
| Kárpáti Rebeka                 | Újratervezés, Életmódi, Brandépítők, Édes egészség Kárpáti Rebekával |
| Kasuba L. Szilárd              | Sikeres leszek – Az álláskeresők műsora, Kapcsoltam |
| Kathi Béla                     | Edzőtárs |
| Keleti Andrea                  | Az év háziasszonya, Az Év Pasija |
| Kepes András                   | Kepes |
| Klausmann Viktor               | Szerencsekerék, LazaC |
| Kollányi Zsuzsi                | Érték vagy! |
| Konta Barbara                  | LazaC, Barbara show |
| Korom Gábor                    | Egyik kutya, másik nem |
| Kósa L. Adolf                  | Szerelem első látásra, Álompár, Ki vagyok én? |
| Kotroczó Róbert                | Napló |
| Kovács Áron                    | Áll az alku, Popdaráló, A sztárok a fejükre estek |
| Kovács Lázár                   | Az év háziasszonya, Az Év Pasija, Hal a tortán |
| Köböl Anita                    | Egészségmánia, RED CARPET, Falforgatók, Ripost |
| Köllő Babett                   | Drágám, add az életed! |
| Kőrösi Gábor                   | Tények |
| Kuhár Bence                    | Vasúttúra |
| Kulcsár Edina                  | SzÉpítők, Aktív, Több mint testőr, Az Év Pasija, Edzőtárs |
| Kumin Viktória                 | Jó reggelt Magyarország! |
| Kurucz Dániel                  | Hungarikumokkal a világ körül |
| Kurucz Éva                     | Zöld gömb – Vertikál Kupa |
| Lass Bea                       | Tripla vagy semmi |
| Lenzser Olivér                 | Vándorviadal |
| Lipcsei Betta                  | Talpig nő |
| Lovász László                  | Lakástalkshow |
| Mádai Vivien                   | Mokka, Mokkacino, Ninja Warrior Hungary |
| Mága Jennifer                  | Mága Jennifer – Sztárok az életemből, Nagyító |
| Magony Szilvia                 | Bitter magazin, trenDélet |
| Majka                          | Drágám, add az életed! Esküdj!, A Szépségkirálynő, Rising Star, Ezek megőrültek!, A Nagy Duett, Star Academy, Ninja Warrior Hungary, Az 50 milliós játszma, A legbátrabb páros, Nyomd a gombot, tesó!, Bezár a bazár!, Zsákbamacska |
| Maloveczky Miklós              | Több mint TestŐr |
| Máté Krisztina                 | Tények, A leggyengébb láncszem, Forró nyomon, Nyom nélkül |
| Marics Péter                   | Zsákbamacska |
| McMenemy Márk                  | Otthon a kertben |
| Miskovits Marci                | Kütyü |
| Molnár Andrea                  | PénzÜgyesek – Provident Kupa |
| Molnár B. Tamás                | Bűvös szakács |
| Monoki Lehel                   | Exatlon Hungary |
| Müller Attila                  | FalForgatók |
| Nacsa Olivér                   | Banánhéj, Médiacápa, Csaó Darwin! |
| Nagy Adrienn                   | Érték vagy! |
| Nagy Réka                      | Életmódi |
| Nánási Pál                     | Big Shot |
| Návai Anikó                    | Hello Hollywood |
| Németh Lajos                   | Időjárás |
| Nika György                    | Tények, Jó estét, Magyarország |
| Nyakas Gábor                   | EB TV |
| Nyul Zsuzsa                    | Dalnokok ligája |
| Obersovszky Péter              | Jó reggelt, Magyarország! |
| Ódor Kristóf                   | EB TV |
| Onyutha Judit                  | Időjárás |
| Orosz Barbara                  | Mokka, Mokkacino, Tűsarok, Házasság extrákkal |
| Pachmann Péter                 | Mokka, Mokkacino, Napló, Tények, Jó estét, Magyarország! |
| Pálffy István                  | Tények, Jó estét, Magyarország |
| Pallavicini Zita               | Celebtrend |
| Palóc André                    | Tények gazdasági különkiadás |
| Pápai Joci                     | Zsákbamacska |
| Papp Gergely                   | Aktív, Koffeinmentes Mokka, Napló |
| Pataky Péter                   | Ízes élet |
| Peller Mariann                 | ÖsszeEsküvők |
| Péter Szabó Szilvia            | Innovátor |
| Pető Brúnó                     | Zsákbamacska |
| Petruzsán Krisztián            | Erdőmánia |
| Petur András                   | Catch – Úgyis utolérlek! |
| Pikali Gerda                   | LazaC |
| Piringer Patrícia              | Megatánc |
| Radványi Dorottya              | Jó reggelt Magyarország! |
| Rákóczi Ferenc                 | A milliomos szakács, A 40 milliós játszma, Ezek megőrültek!, A Szépségkirálynő |
| Rimóczi Zsófi                  | Kajavándor |
| Rózsa György                   | Zsákbamacska |
| Rubint Réka                    | Fitt Reform |
| Schaab László                  | Házépítők |
| Sági Szilárd                   | Ötletgazdag, Hal a tortán |
| Sári Évi                       | Innovátor, Tripla vagy Semmi |
| Sass Dani                      | Brandépítők |
| Schlingloff Sándor             | StartupBörze |
| Schneider Péter                | Agrártúra#Tejút, Poggyász |
| Schönekker László              | PURA VIDA – Tiszta élet |
| Serfőző Krisztina              | Mokka |
| Simon András                   | Tények, Jó estét Magyarország! |
| Simonyi Balázs                 | TV2 Moziverzum |
| Somogyi Zoltán                 | Értékteremtők, Aktív, A kiválasztott |
| Stahl Judit                    | Tények, Tények plusz, Stahl konyhája |
| Stohl Luca                     | Brandépítők, Ninja Warrior Hungary, Vasúttúra, Innovátor |
| Sváby András                   | Napló, 1 a 100 ellen |
| Szabó András (Csuti)           | SzÉpítők, Sztárok a reptéren |
| Szabó Dóra                     | Mokka |
| Szabó Gábor                    | Fald Fel (#grillpercek) |
| Szabó Kimmel Tamás             | The Voice |
| Szabó Máté                     | Telekvíz, Nagy vagy! |
| Szász Kamilla                  | Hungarikumokkal a világ körül |
| Szarvas László                 | Tények, Jó estét, Magyarország!, Nagy Ő, Dolce Vita |
| Szebeni István                 | Aktív, Magellán, Olimpiász, Mokka, Tények, Tények Plusz |
| Szekeres Nóra                  | Innovátor, Favorit, Babavilág, Babapercek, Megasztár, Sztárok a jégen |
| Széll Tamás                    | A milliomos Szakács |
| Szente Vajk                    | Zsákbamacska |
| Szertics Gergely               | Mestersége: Intelligencia |
| Szilágyi János                 | Kettesben |
| Szombathelyi Ádám              | Fald fel! |
| Szőke Richárd                  | Az álomotthon |
| Szujó Zoltán                   | Extrém E magazin, Formula E magazin, Ninja Warrior Hungary |
| Szulák Andrea                  | Activity, Szulák Andrea show, Szulák és más |
| Takács Bence                   | Tények, Mokka, Mokkacino |
| Tamás Anita                    | Otthonteremtő Extra |
| Tatár Csilla                   | Mokka, Macsólabor, Megamánia, MegaBackstage, A Szépségkirálynő |
| Tokár Tamás                    | Otthontérkép |
| Tornóczky Anita                | Mokka |
| Tóth Barnabás                  | TV2 Moziverzum |
| Tóth Tamás                     | Fald fel! |
| T. Danny                       | Zsákbamacska |
| Turda Adrienn                  | Innovátor |
| Usztics Mátyás                 | Poénbomba |
| Vágó István                    | Mindent vagy semmit!, Párbaj, Ki vagyok én?, Azok a szép napok, Kifutó |
| Vályi István                   | Speedzon |
| Várkonyi Andrea                | Tények, Micsoda Nők!, Neked énekelek, TV2-25! |
| Veréb Tamás                    | Nagyító |
| Vezse Roland                   | Grillezzünk! |
| Viczián Viktória               | Kedvencek őrjárata |
| Visváder Tamás                 | Celeb a ménesben, PénzÜgyesek – Provident Kupa |
| Vitális Lilla                  | Kajavándor |
| Vitray Tamás                   | Kapcsoltam |
| Vízy András                    | Fort Boyard – Az erőd |
| Vujity Tvrtko                  | Mokka, Napló, Pokoli történetek – Tvrtko világa |
| Warholik Zoltán                | Reggeli gondolatok |
| Winkler Róbert                 | Totalcar |

## Lefedettsége

### Földfelszíni
A TV2 mintegy 86%-os analóg lefedettséggel rendelkezett a digitális átállás előtt, amely nagyjából azonos volt az RTL-ével. Az M1 által biztosított analóg lefedettség 91%-os volt. 1997-ben az MTV2 és az orosz közszolgálati adó frekvenciáit kapta meg az RTL-el osztozva.
2009. június 1-jétől a csatorna megkezdte a szabadon fogható digitális földi sugárzását is.

### Kábeltelevíziós
A Digi által Románia, Szlovákia és Szerbia egész területén fogható a magyar csomag részeként. Ezen kívül több kábelszolgáltató is közvetíti a TV2 műsorait (például: Telekom, Yettel, One).
A TV2 jelenleg Magyarország második legnézettebb csatornája, (átlagosan) messze lehagyva a harmadik legnézettebbet.

## Arculata
A TV2 a csatorna indulása óta négy alkalommal cserélt logót, és tizenkét alkalommal arculatot.

### Csatornahang
A csatorna hangja 1997-től 2003-ig Helyey László volt, jelenleg Bognár Tamás színész, akit 1998 óta hallhatjuk, de nemcsak ezen az adón, hanem a Rádió 1-en is.

### Logó
2011. szeptember 1-től 16:9-es képarányra tértek át, ezzel egy időben került sor a csatorna tizedik arculatváltására.
A csatorna jelenlegi arculatát 2020. október 4-én, a csatorna 23. születésnapján kapta meg, amelyet a TV2 kreatív csapata készített. Az arculat különlegessége, hogy több inzert (például a korhatárfelhívás) négy különböző napszakra van bontva, így az inzertek színe ettől függően változik.
A csatorna jelenlegi logóját 2 hónappal az arculatváltás előtt, 2008. június 25-én védette le a TV2.
2023. február 1-jén megszűnt a HD felbontást jelző logó, onnantól ott is a sima képernyőlogót használják.

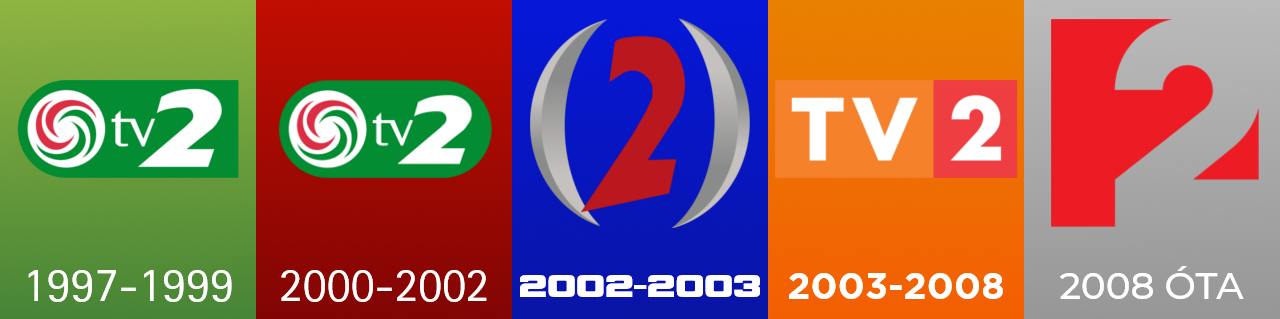
A csatorna logói 1997-től napjainkig

## Kritikák
Számos külföldi és magyar forrás szerint 2016 óta híradásai tekintetében a csatorna a kormányzati propaganda egyik médiumává vált.
A TV2 számos sajtópert vesztett el, 2018-ban a Tények című műsorban a Túlóratörvény ellen tüntetőket arcuk megjelenítésével úgy mutatta be, mint „felbujtókat, randalírozókat és bűnözőket”, akiknek célja „egyedül a pusztítás”. A tüntetőket a műsor nem szólaltatta meg. A tüntetés szervezői több más médium mellett a csatornát is beperelték; a bíróság elsőfokon elmarasztalta a TV2-t. A csatorna fellebbezett a döntés ellen, azonban a másodfokon eljáró Fővárosi Ítélőtábla is helyben hagyta az elsőfokú ítéletet. A bíróság az indoklásban megállapította, hogy „a tüntetés szervezői jogszerűen éltek az Alaptörvény által védett véleménynyilvánítási és gyülekezési jogukkal, és a TV2 megsértette a személyiségi jogaikat, amikor erről valótlanul számolt be”, a csatorna célja „a nézők félretájékoztatása volt, és ennek érdekében szándékosan eltorzították a történéseket”. A bíróság megfogalmazása szerint „a televíziós csatorna híradója ezen valótlan tényállítással az átlagosan tájékozott és körültekintő átlagnéző véleményalkotását kívánta befolyásolni”.
A csatorna műsoraiban szinte kizárólag kormánypárti megszólalók szerepelnek, például a Sargentini-jelentés elfogadásának napján kizárólag 11 kormánypárti megszólaló véleménye került bemutatásra, ellenzéki egy sem. Emiatt Ujhelyi István Európai Parlamenti képviselő a Nemzeti Média- és Hírközlési Hatósághoz fordult, amely nem állapított meg jogsértést, a képviselő azonban tovább vitte az ügyet a bíróságra, amely a csatornát elmarasztaló határozatot hozott. A 2018-as magyarországi országgyűlési választások kampányidőszakában a TV2 műsoridejének 86%-ában kormánypárti megszólalók voltak láthatóak, az ellenzéki véleményeknek mindössze 14% jutott. A 2019-es európai parlamenti választáson is a kormányközeli politikusok uralták a csatornát, az ő 87%-os megjelenési arányuk mellett mindössze 13%-ban szerepelt a kormánykoalícióhoz nem tartozó párt.
A 2022-es országgyűlési választások előtt (hasonlóan a négy évvel korábbi választásokhoz) a csatorna műsorvezetői, a hírosztály ismert arcai, a Tények című hírműsor Facebook oldalán a Fidesz–KDNP mellett kampányolva elmondták, hogy ők Orbán Viktor miniszterelnököt támogatják (a korábbi hasonló videó miatt a csatornát 3,5 millió forintra bírságolták, mert megsértették a médiatörvényt, és ennek ellenére is megismételték).
2022-ben a TV2 csoport működési költségeinek felét a kormány propagandahírdetéseiből befolyó 28 milliárd forintos állami támogatás fedezte. A közvélemény egy részében ez akkor ébresztett komolyabb megbotránkozást, miután 2024. október 10-én a Tényekben, önálló riportban Magyar Péter ellenzéki politikus és EU-képviselő nemi szervével foglalkoztak. A TV2-t a Médiatanács pénzbírsággal sújtotta.
Ugyanezen év októberében az évek óta futó Sztárban sztár című revüműsor miatt állampolgári bejelentés érkezett a Nemzeti Média- és Hírközlési Hatósághoz. Az LMBTQ közösség láthatóságát gátolni szándékozó, 2021-ben hatályba lépett propagandatörvény ellenére hetente öltöznek közismert énekesek, színészek és egyéb médiaszemélyiségek nemi identitásukkal ellentétes nem ruháiba.